# Кано Наонобу
Кано Наонобу (25 листопада 1607 — 7 травня 1650) — японський художник періода Едо.

## Життєпис
Походив з роду художників Кано. Був другим сином художника Кано Таканобу. Народився 1607 року в Кіото. Спочатку навчався у батька. З 1620-х років виконував замовлення сьогунату. У 1626 році разом з братом Кано Тан'ю для сьогуна Токуґава Іеміцу займався оформленням резиденції в замку Нідзо в Кіото.
У 1630 році слідом за братом Тан'ю перебрався до Едо, де він влаштувався в одній з майстерень школи Кано і отримав особливий статус гойо-есі (придворного живописця сьогунату). В Едо він навчався під керівництвом свого брата Тан'ю і швидко запозичив його техніку і прийоми. Брати створили безліч спільних масштабних розписів на замовлення сьогунату. Згодом розташувався в маєтку Кобікітьо, заснувавши відповідне відгалуження школи Кано. Був учителем малювання в майбутнього сьогуна Токуґава Ієміцу.
У житті поза мистецтвом у Наонобу було прізвисько Сюмей. Він любив здійснювати поїздки до Кіото, де товаришував з художником Коборі Масакадзу. Під час однієї з таких поїздок в 1650 році Кано Наонобу зник. Вважалося, що він помер від хвороби, хоча ширилися чутки про те, що він потонув під час риболовлі або ж вирушив до Китаю.

## Творчість

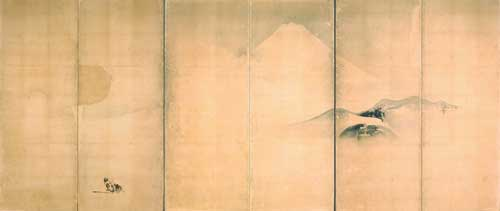
«Фусімі сайгйоку-дзю бьобу»

Використовував псевдонім Дзітекісаї. Основну увагу приділяв монохромному живопису тушшю, а також часто в своїх роботах використовував негативний простір. Роботи Наонобу створено у вільнішій, практично ескізній манері, широкими мазками із застосуванням світлих кольорів та блідих відтінків. Малюнки в жанрі ямато-е мали більш чітко виражений японський колорит, вони більш чуттєві та вишукані, ніж у Тан'ю. На позолочених розсувних дверях і ширмах він швидше намічав форму предмета, а не окреслював його. Прикладом є розпис ширми «Фусімі сайгйоку-дзю бьобу», де гора Фудзі ледь намічена на тлі великого негативного простору, присутня лише самотня фігура поета Сайгьо на передньому плані, що сидить і споглядає. Його фігура протистоїть тут стрімкій горі, засніжену вершину якої видно здалеку. У цій ширмі саме порожнеча створює найбільше враження: зображено лише кілька об'єктів, ледь намічена лінія горизонту з сонцем, а простір здається глибоким і безмежним. Ліва ширма «найвищий в'їзд до Охари» зображує сцену, в якій колишній імператор Ґо-Сіракава таємно відвідує імператрицю Канреймон'ін. Художник вибудовує композицію ширми на балансі між заповненим і порожнім простором. Він зображує фігури людей, будинки, візок і рослини швидкими й точними мазками, а також сміливо грає з темними акцентами на блідо-сірих розмивах туші. Ширма «Вісім видів на гору Сяо» зберігається в Національному музеї Токіо.